# Theridiosoma lucidum
Theridiosoma lucidum är en spindelart som beskrevs av Simon 1897. Theridiosoma lucidum ingår i släktet Theridiosoma och familjen strålspindlar.
Artens utbredningsområde är Venezuela. Inga underarter finns listade i Catalogue of Life.